# Punabeckasin
Punabeckasin (Gallinago andina) är en sydamerikansk vadarfågel i familjen snäppor som förekommer på hög höjd i Anderna.
IUCN kategoriserar den som livskraftig.

## Kännetecken

### Utseende
Punabeckasinen är en rätt liten (22,5–25 cm) beckasin med korta, gula ben. Den är lik sydamerikansk beckasin (G. paraguaiae) som den tidigare behandlades som underart till, men skiljer sig genom något kortare näbb, nästan helt vita vingundersidor samt vitt på yttersta handpennans ytterfan. Vidare är det V-formade strecket på ryggen mer beigefärgat och den har mer vitt på de yttre stjärtpennorna.

### Läten
Lätet vid uppflog skiljer sig från sydamerikansk beckasin, ett ljust "dzeetch" till skillnad från ett djupt, raspigt "chup" eller "chut-up". Även spellätet rapporteras vara mycket annorlunda. Från marken hörs klara "dyak-dyak-dyak-dyak".

## Utbredning och systematik
Fågeln förekommer i Anderna från norra Peru till nordvästra Argentina och norra Chile. Den delas in i två underarter med följande utbredning:
- Gallinago andina andina – förekommer från Peru till norra Chile (Tarapacá) och nordvästra Argentina
- Gallinago andina innotata – förekommer från norra Chile (Antofagasta)

## Levnadssätt
Fågeln bebor sumpiga flodsystem högt uppe i punazonen i Anderna, i Peru mellan 3000 och 4600 meters höjd. Födan är i princip okänd men antas likna övriga sydamerikanska beckasiner. Även häckningsbiologin är dåligt känd, men tros häcka mellan oktober och december i centrala Peru och i Chile i september. Nominatformen rör sig till lägre liggande områden vintertid.

## Status
Arten har ett stort utbredningsområde och beståndet anses vara stabilt. Internationella naturvårdsunionen IUCN listar den därför som livskraftig (LC). Världspopulationen uppskattas till mellan 5 000 och 20 000 adulta individer.

## Namn
Puna är en naturtyp med bergsslätter och ödemarker i de centrala delarna av Anderna i Sydamerika.